# Tour d'Introdacqua
La tour d'Introdacqua, aussi connu sous le nom de donjon d'Introdacqua est une tour d'époque médiévale située dans la ville d'Introdacqua, dans la province de L'Aquila (Abruzzes),.

## Historique
La construction du donjon commença très probablement en 1173, avec l'arrivée de Simone I Di Sangro.
Le 9 septembre 1349, la tour fut victime d'un tremblement de terre ; d'autres dégâts furent causés par le tremblement de terre des 4-5 décembre 1456 ; elle n'a pas été réparée, soit en raison de difficultés de restauration, soit parce qu'il n'était plus nécessaire de l'utiliser. Cette tour qui est une des rares parties du château à ne pas subir de dégâts importants, servit de prison.
Un autre tremblement de terre se produit le 3 novembre 1706 mais sans dégâts importants.
Dans les années 1970, il y a eu un effondrement qui a provoqué l’effondrement de certaines parties du sommet de la tour. En raison de restaurations ultérieures, les caves sous-jacentes ont été couvertes ; Cependant, le donjon peut encore être visité aujourd'hui et n'est ouvert aux visiteurs qu'à certaines occasions.

## Description
Le donjon est situé à 739 m d'altitude, le mur d'enceinte a un plan hexagonal de 7,30 m de côté, l'entrée est orientée vers l'est, surélevée d'environ 3 m du niveau de la route.

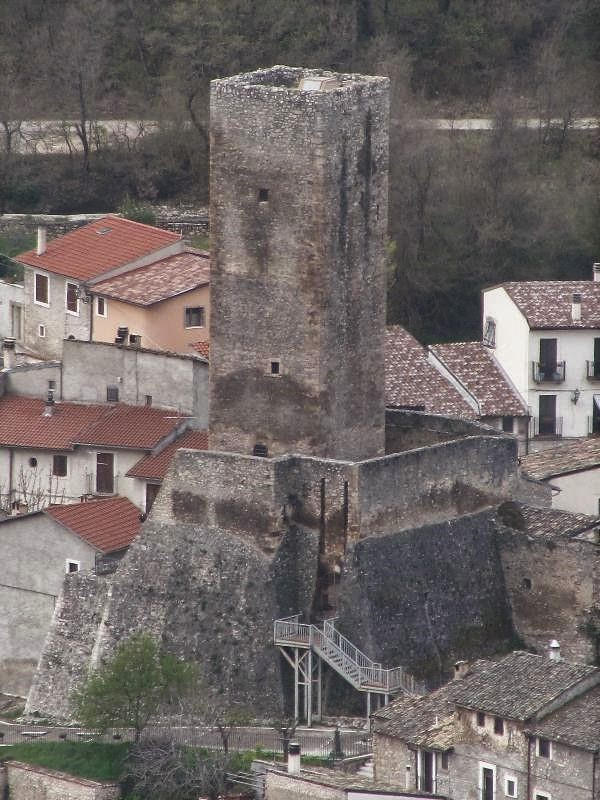
Vue.

La tour centrale a un plan carré de 5,20 m de côté et possède une entrée orientée à l'est surélevée d'environ 6 m au-dessus du niveau de la cour.
Avec l'invention de la poudre, deux ouvertures furent faites pour deux canons (couleuvrines, bombardes) latéralement à l'entrée pratiquée dans l'enceinte.
Il existe des maquettes de la tour la représentant à la fois sous sa forme actuelle et sous celle qu'elle avait probablement au Moyen Âge et à la Renaissance.
Le premier est situé au musée Abruzzo in Miniatura, à Francavilla al Mare, le second dans le château Cantelmo de Pettorano sul Gizio.

## Galerie

Maquettes du musée
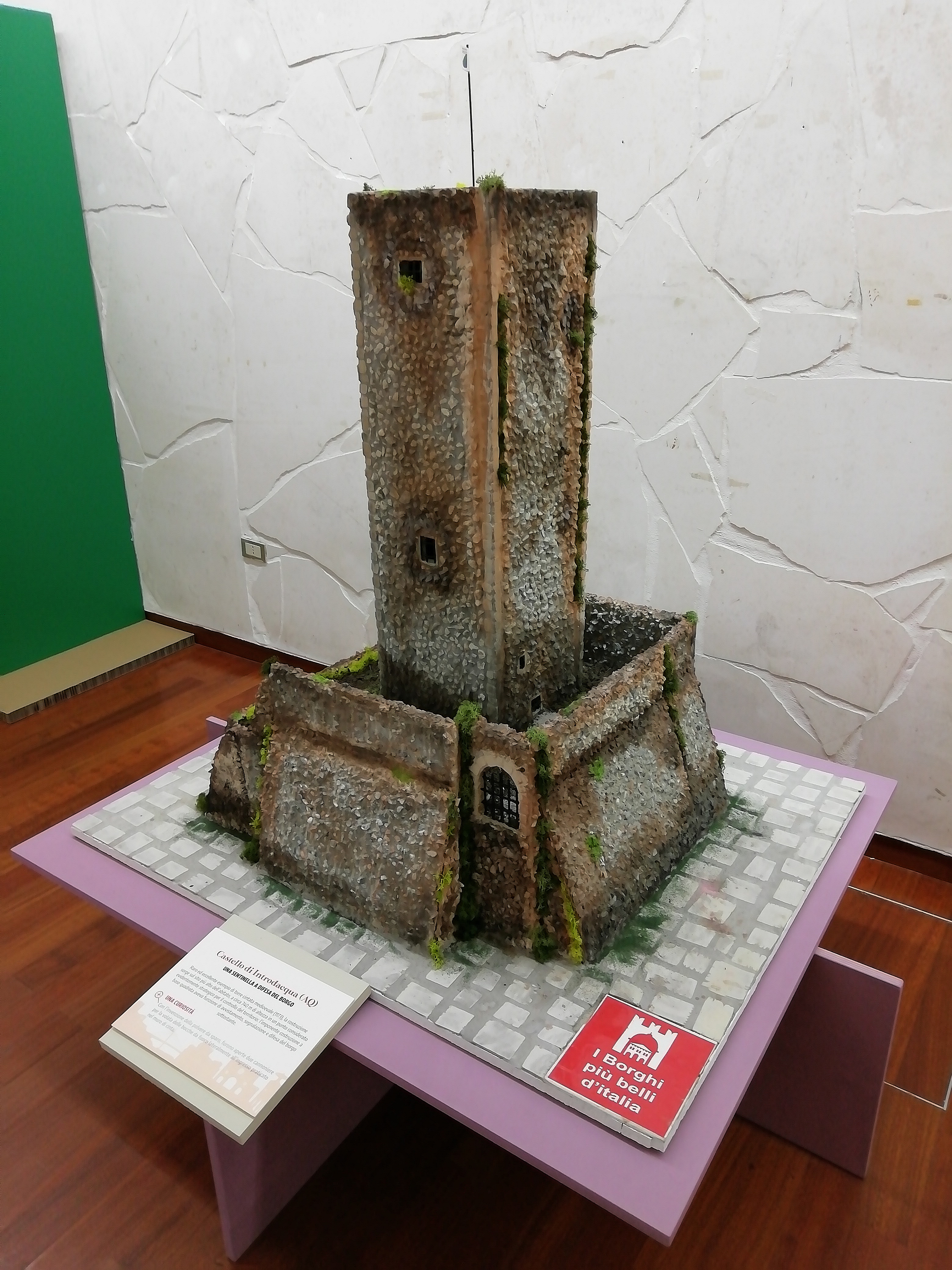
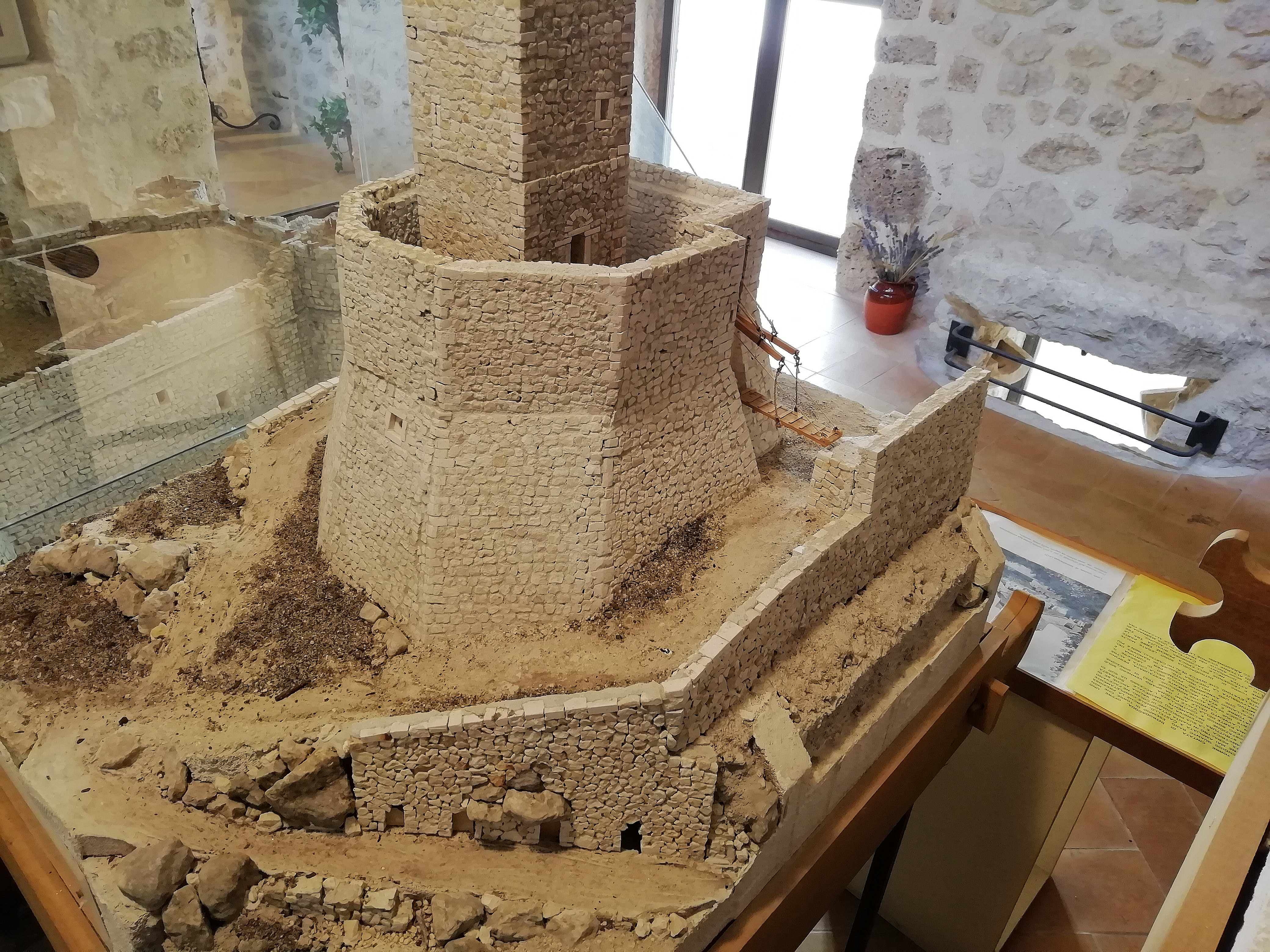